# Donax trunculus
Donax trunculus is een tweekleppigensoort uit de familie Donacidae. De wetenschappelijke naam is gepubliceerd in 1758 door Linnaeus in de tiende editie van Systema naturae.

Donax trunculus trunculus rechter klep
Donax trunculus trunculus linker klep
Donax trunculus trunculus var. flaveolus rechter klep
Donax trunculus trunculus var. flaveolus linker klep
Donax trunculus trunculus var. subplanus rechter klep
Donax trunculus trunculus var. subplanus linker klep

Donax trunculus adriaticus rechter klep
Donax trunculus adriaticus linker klep
Donax trunculus anatinus rechter klep
Donax trunculus anatinus linker klep